# Liste de personnalités liées à Carling
Cet article propose une liste de personnalités liées à Carling, commune située dans le département de la Moselle en région Lorraine.
 (décembre 2014).
Si vous disposez d'ouvrages ou d'articles de référence ou si vous connaissez des sites web de qualité traitant du thème abordé ici, merci de compléter l'article en donnant les références utiles à sa vérifiabilité et en les liant à la section « Notes et références ».

## Personnalités liées à la noblesse
- François-Marie-Claude Richard de Hautesierck[1], baron d'Überherrn / Bois Richard (L'Hôpital), seigneur de Carling et de Bois-Richard[2], chevalier de l'ordre de Saint-Michel et de Saint-Louis, conseiller d'État, médecin de Louis XV[3]. Né à Sierck-les-Bains en 1712. Après de brillantes études en médecine, il est nommé en 1743 docteur en médecine et Médecin du Roi et premier médecin des armées à l’hôpital militaire et ville de Sarrelouis[4]. Il publia plusieurs travaux en matière médicale[5]. Il décéda en 1789 à Paris. Il portait également le surnom de Richard sans peur[6].

Par lettre patente et décision du roi Louis XV en 1767 il devint baron d'Überherrn et seigneur de Carling et de Bois-Richard (L'Hôpital). La mise en place de l'accord se fit en 1770. Carling fut échangé contre Emmersweiler et rattaché à la France. Le 26 octobre 1770 fut signé un accord à Fontainebleau par le seigneur Mathis pour la France et le baron von Gunderode pour la principauté de Nassau-Saarbruck. L'article VIII précise :
« Le Village et territoire de Carling, au moyen des différentes cessions stipulées dans la Convention générale, s’étant trouvés isolés et enclavés dans les terres de Lorraine, et coupant d’ailleurs la communication et la route militaire de Saint-Avold à Sarrelouis, le Prince de Nassau en a fait la cession au Roi, pour en jouir en toute propriété, Jurisdiction, Sujets, Cens, Rentes, Redevances, Dixmes et généralement tout ce qui y appartenoit audit Prince, et cette cession n’ayant point encore été constatée en forme, il a été jugé nécessaire de l’exprimer dans sa présente Convention. Ayant été reconnu que la mème chaussée militaire de Saint-Avold à Sarrelouis seroit géniée dans la direction de Carling sur Wilhelmsbrunn par les Cantons de Forêts appelés „Wilhelmsbronn“, „Stangen“, „Hespenhübel“, „David-Roth“ ou „Ronnhagen“, et le Canton de „Weinbronn“, contenant en tout trois-cent-six Arpens, mesure de Lorraine, dépendant du territoire de Nassau, il a été convenu que la nue Souveraineté sur lesdits Cantons appartiendroit au Roi et qu’en conséquence les Commissaires les comprendroient dans les prises de possessions respectives au profit de Sa Majesté. »
François-Marie-Claude Richard de Hautesierck a également donné son nom à la cité Bois-Richard située sur le ban des communes de L'Hôpital (Moselle) et de Carling (rue de la Paix).
- le baron Adolphe Schlinker (voir ci-dessous).

## Militaires
- Jean-Pierre Tredemy, né le 23 octobre 1725 à L'Hôpital, tourneur à Carling puis garde de corps à Strasbourg et à Saverne de Louis René Édouard, prince de Rohan, cardinal-évêque de Strasbourg qui fut impliqué dans l'Affaire du collier de la reine. Il a été obligé de quitter domicile et biens à Carling, alors terre de Nassau, avec son épouse Barbe Edel (1724-1771) à cause des injustices du Prince de Nassau.
- Nicolas Schoug, né le 5 janvier 1824 à Carling. Fusilier de la 3e Compagnie du 2e Bataillon du 31e Régiment d'Infanterie de Ligne de l'Armée d'Afrique (matricule 14998). Atteint de la fièvre typhoïde, il entre le 6 septembre 1846 à l'hôpital militaire de Constantine (Algérie). Il y meurt le 10 septembre 1846.
- Nicolas Heisz, né le 19 avril 1776 à Carling, capitaine retraité, chevalier de la Légion d’Honneur, seul officier de Carling à avoir servi sous la Révolution et l’empereur Napoléon Ier. Il meurt à Carling le 11 décembre 1839. Il a été maire de Carling de 1821 à 1839.
- Jean-François Nivoix, né à Godbrange (canton de Longwy) le 3 septembre 1826, soldat au 41e Régiment d'Infanterie de Ligne de la 5e Division Militaire. S'installe à Carling comme mineur. Il meurt le 8 septembre 1894.

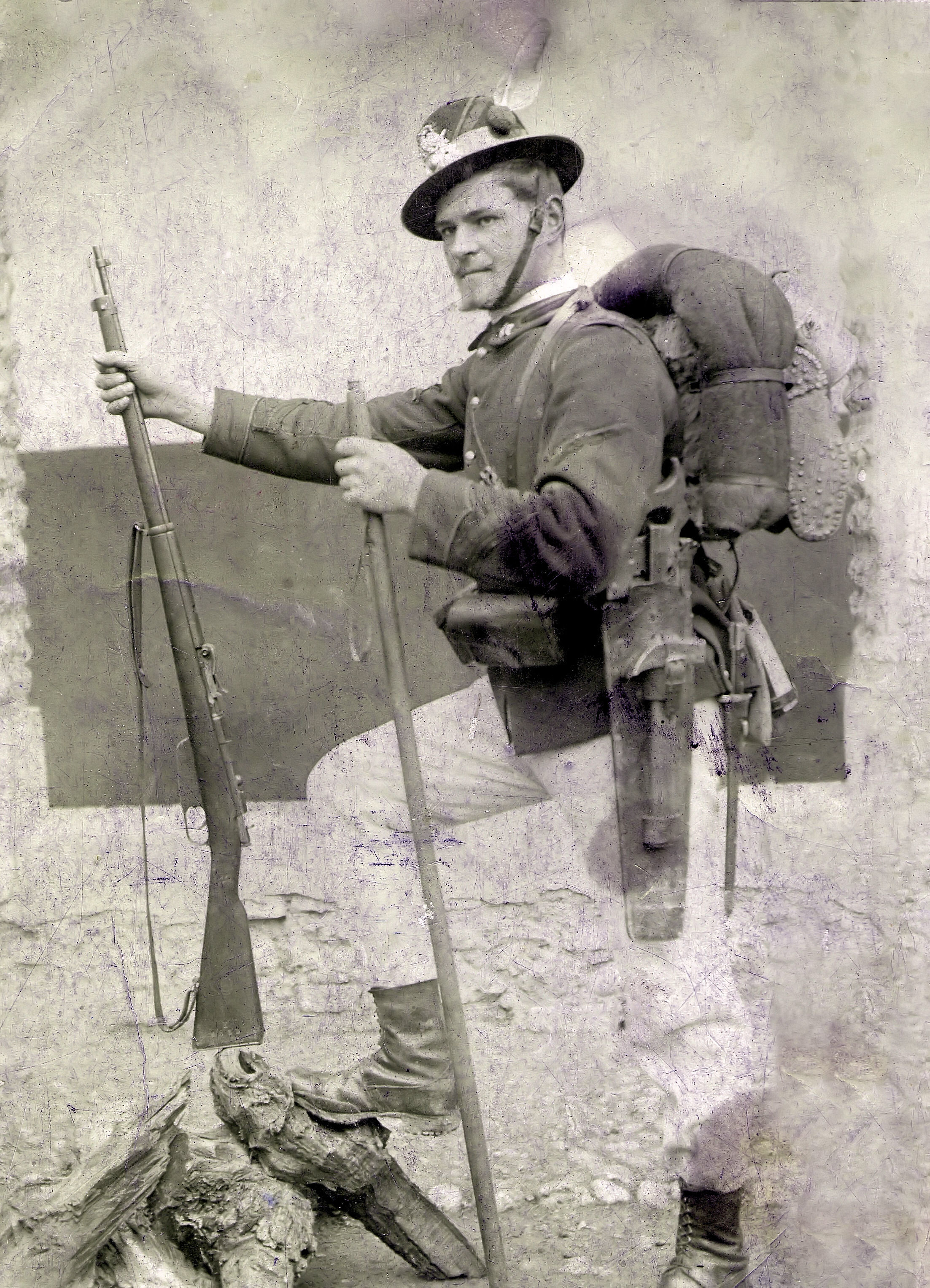
Louis Cobai (1885-1942) à Merano en 1915.

- Louis Cobai (Luigi Cobai) (1885-1942), soldat et héros de la Première Guerre mondiale. Né à Monteaperta (Italie) le 11 novembre 1885. Il étudia l'architecture auprès de l'ingénieur et architecte Eugenio Geiringer à Trieste. Il fut l'auteur de différentes peintures votives : l'une est conservée au sanctuaire de la Madone des Grâces d'Udine et l'autre dans l'église paroissiale de Monteaperta (1905). Avec trois de ses frères, Joseph/Giuseppe (qui s'installa plus tard à L'Hôpital), Giacomo et Giovanni il construisit à Monteaperta le palazzo Cobai (1905), ainsi qu'une des routes et les ponts qui mènent à la bourgade. Il participa à la construction d'un campanile dans la vallée de Resia (Italie). Il s'installa à Carling vers 1910 et travaillait alors à Sarrebruck pour la société de construction Michael Geimer. En 1915 il rejoint les forces alliées qui combattent aux côtés de la France en intégrant les troupes des Alpins (en italien : les Alpini) qui sont les troupes de l'armée italienne spécialisées pour le combat en zone montagneuse et qui lutteront pendant trois ans dans les Alpes en s'opposant aux troupes de montagne allemandes et autrichiennes. Il fut affecté à une brigade du Génie Alpin. Il servit d'interprète à Merano. Héros de la Première Guerre mondiale il abattit un avion avec son fusil et la médaille militaire lui fut décernée. Après la Première Guerre mondiale, il regagna sa famille et participa à la reconstruction des villes du Nord dévastées ainsi qu'à la construction de l'église de Seppois (Haut-Rhin) avant de revenir à Carling où il travailla auprès de l'entreprise en construction de l'un de ses fils Igino (Gino) Cobai (1909-1952), rue de Diesen. Lors de la Seconde Guerre mondiale, il servit de cuisinier militaire bénévole dans l'ancien restaurant Kirchmann qui était réquisitionné (rue Principale à Carling) aux soldats français du Groupe-Franc du Secteur Fortifié de Faulquemont et de Carling-L'Hôpital en poste à Carling en 1939 et commandé par le capitaine Vernhes. Avec son fils René Cobai, il fut l'un des derniers habitants à quitter Carling en camion à chaînes et fut évacué à Chambon-Feugerolles. De retour à Carling en 1941, il y décéda le 22 mars 1942 et est inhumé au cimetière de la paroisse. Son fils René Cobai (1921-2006), soldat d'artillerie de montagne des troupes antifascistes du maréchal Pietro Badoglio sera fait prisonnier à Dresde et survivra aux terribles bombardements de cette ville. Il sera libéré par les Russes en 1945. Un autre de ses fils, Igino (Gino) Cobai (1909-1952), entrepreneur à Carling, restaura après les conflits la statue de Jeanne d'Arc du monument aux morts de la ville, qui avait été démontée par l'occupant et cachée par les Carlingeois à côté de l'église Saint-Gérard de Majella. L'un de ses petits-fils est Lucien Pascolo né le 22/02/1932 à L'Hôpital, ancien combattant.
- Capitaine Vernhes du 156e R.I.F, officier de réserve rappelé et mobilisé le 22 août 1939 à Zimming, commandant de la 7e cie (2e bataillon) du 156e R.I.F, il prend ensuite le commandement du Groupe-Franc du Secteur Fortifié de Faulquemont et de Carling-L'Hôpital. Il est tué au combat en 1940 au cours d'une mission de retardement de l'ennemi, infiltré dans le secteur de Saint-Avold. Croix de guerre 1939-1945 et Légion d'honneur à titre posthume. Mort pour la France.

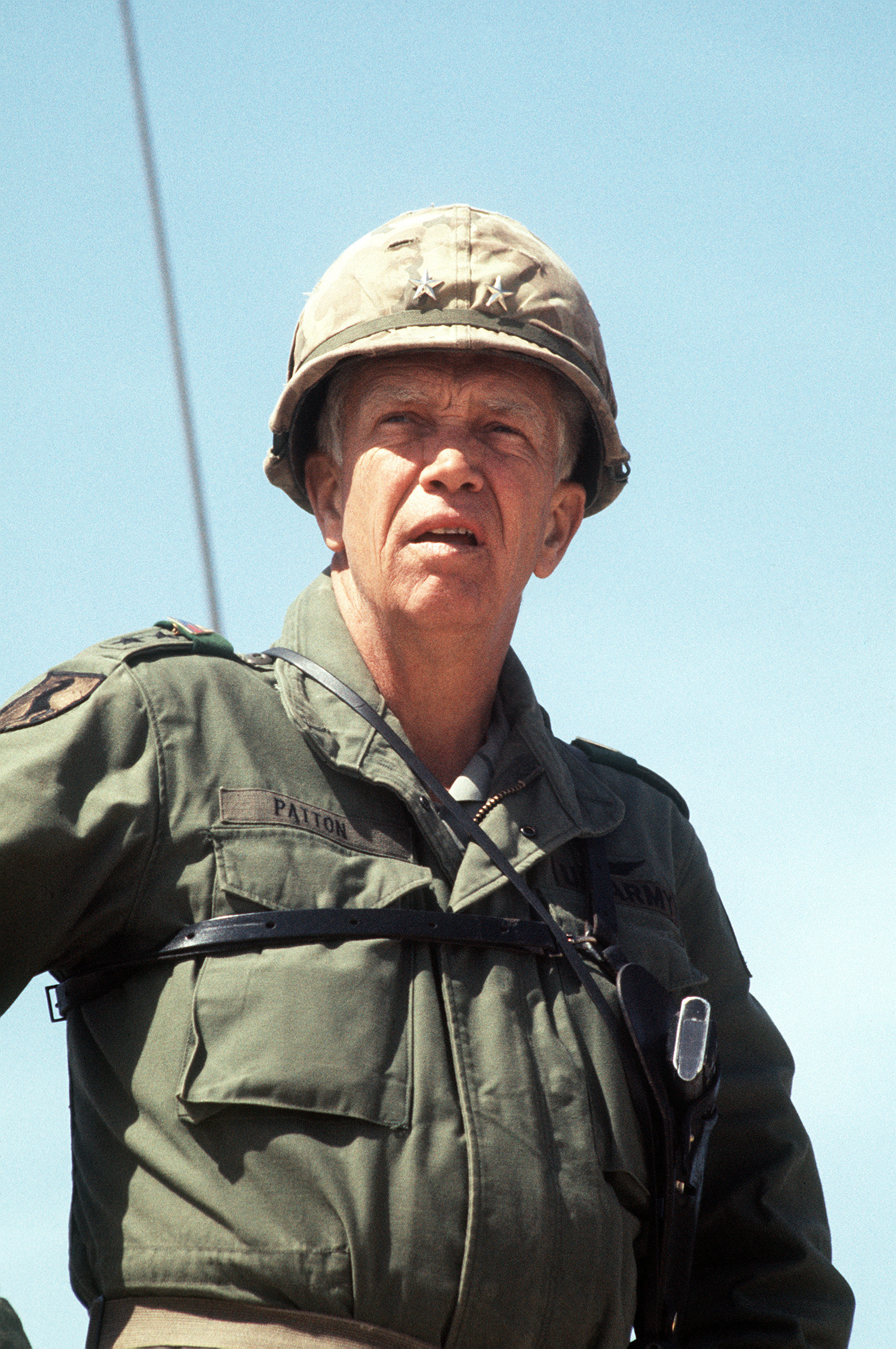
Le général George Patton (1885-1945)

- George Patton (11 novembre 1885 – 21 décembre 1945), né à San Gabriel (Californie), général américain de l'US Army pendant la Seconde Guerre mondiale. S'est illustré en Lorraine par la libération de Nancy en septembre 1944 et la bataille de Metz qui a duré plusieurs semaines entre septembre et décembre 1944. Elle s'est terminée par la victoire des alliés et par la reddition des forces allemandes occupant Metz et ses fortifications. Parallèlement, entre octobre et novembre 1944, la 3e armée mena des combats difficiles dans les Vosges. Il séjourna à Carling pendant l'offensive des Alliés en Lorraine face aux troupes allemandes en Sarre dès décembre 1944. Il s'établit dans l'actuel Hôtel de Ville de Carling, rue de Creutzwald. Son état-major était établi dans le bâtiment en briques rouges adjacent, qui abritait également les services de cartographie du conflit. Très discret dans ses contacts avec la population il se faisait passer pour un colonel. Il fréquentait régulièrement le billard du restaurant Ernst-Sacksteder situé près de son état-major.

## Personnalités liées au secteur politique
- Ambroise Renard (1894-1941), premier maire de Carling, conseiller de l'arrondissement de Forbach.
- Christophe Schoumert, né vers 1816. Ancien Juge de Paix, chef comptable de la Cie Houillère de Moselle, maire de L'Hôpital-Carling de 1860 à 1865.
- Pierre Ernst, maire de Carling du 27 décembre 1916 au 16 mai 1935. Né le 1er décembre 1876, mort le 11 juillet 1957. Il est devenu maire en pleine 1re guerre mondiale à l'âge de 40 ans. Il a fait construire l'école primaire actuelle en 1930. Elle a été inaugurée le 10 mai 1931. Il a donné son nom à l'école primaire le 22 mai 2010 qui s'appelle désormais Groupe scolaire Pierre Ernst.
- Armand Nau, maire de Carling de mars 1971 à décembre 2006. Ancien conseiller général (DVD puis UDF) de l'ancien canton de Saint-Avold (1976-1985). Ancien conseiller régional, membre (DVD) de la Commission permanente du Conseil régional de Lorraine. Ancien adhérent de l'UDCCAS (Union Départementale des Centres Communaux d'Action Sociale).

## Personnalités liées au secteur économique
- le baron Adolphe Schlinker, maître de forges et propriétaire d'une fonderie de fer fonctionnant au charbon de bois à Carling (1854). Son épouse était Anne Ernestine née Paysse. Le baron Adolphe Schlinker fut maire de Creutzwald de 1855 à 1871. Conseiller général de la Moselle et membre de l'académie de Metz, il était passionné d'archéologie. Il est décédé en 1905.
- Maximilien Pougnet (1818-1873). Négociant puis industriel, né à Strasbourg le 22 décembre 1818, fils de Maximilien François Henri Pougnet et de Françoise Anne Roget, chevalier de l'Ordre impérial de la Légion d'honneur, membre du conseil général de la Moselle, marié à Marie Paulin le 8 juillet 1844. Découvrit les gisements de houille de Creutzwald et Carling ; établit à Carling le premier puits de charbon du Bassin Houiller de Lorraine, un puits qui porta son nom (puits Saint-Max) et dont l'aménagement lui valut d'être décoré de la Légion d'honneur le 24 janvier 1863. Il découvrit les bancs de sel gemme à Varangéville, constata la présence de minerai de fer à Marange. Il eut deux fils, Thomas Maximilien Pougnet et Joseph Eugène Pougnet et mourut à Landroff le 5 juin 1873.
- Gérard Joseph Godin, né vers 1828 à Herstal (Belgique), il fut directeur de la mine de Carling. Il meurt le 14 février 1889 à Carling.
- Julien Cantineaux (1835-1879), ingénieur aux houillères de Carling.
- Joseph Lévy, ingénieur des mines et directeur des travaux aux houillères de Carling jusqu'en 1871. Au moment de l'occupation prussienne il se réfugia avec sa famille à Paris.

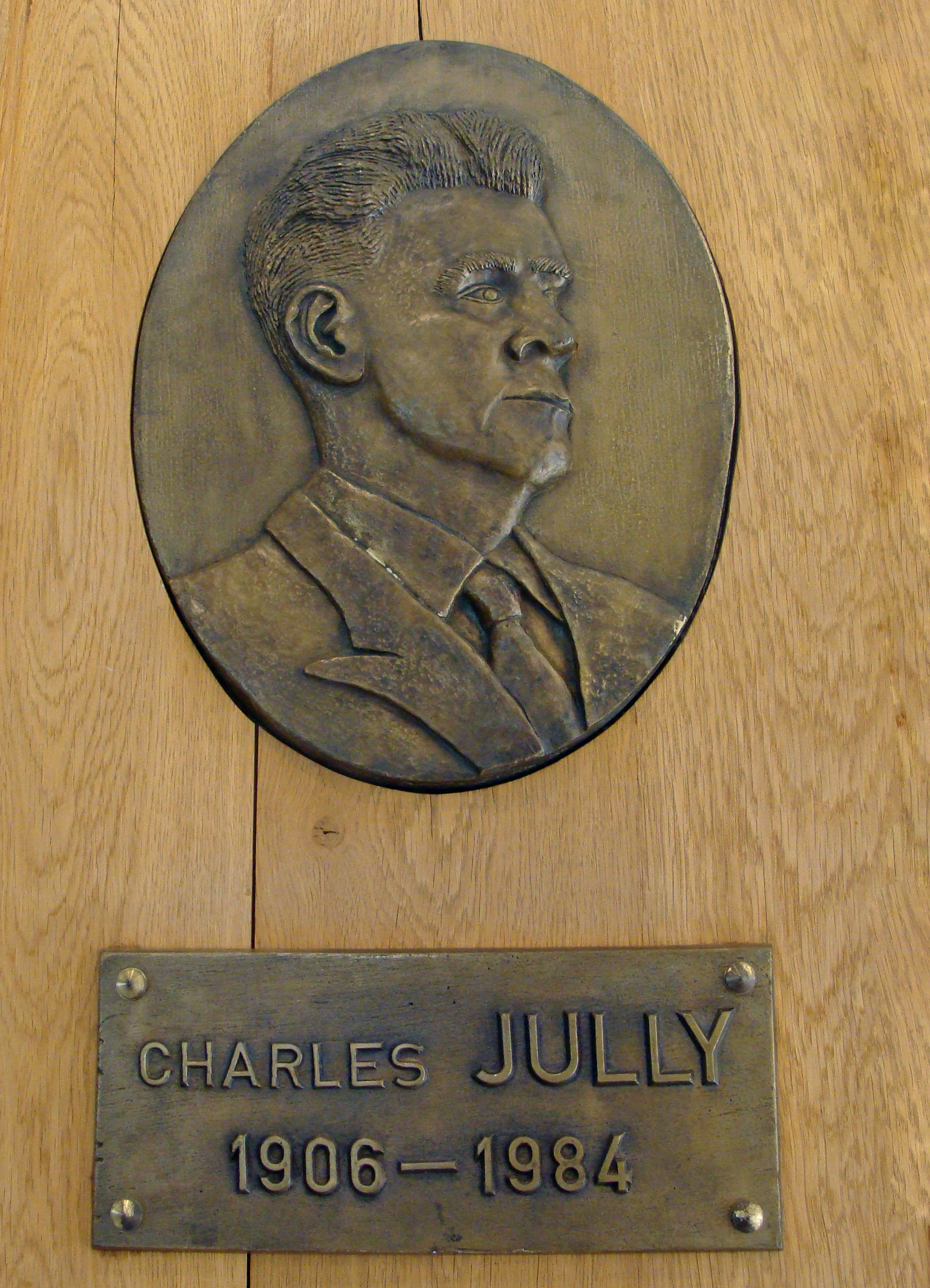
Charles July (1906-1984). Plaque commémorative située en mairie de Carling.

- Charles Jully (1906-1984), né le 10 avril 1906 à Haguenau, il intégra la cokerie de Carling en tant qu'ingénieur en 1936. Il fut directeur de la cokerie de Carling du premier janvier 1948 à 1963. Il a eu pour mérite de créer un procédé de fabrication du coke à partir du charbon lorrain, relançant par là-même la production de charbon et donnant naissance à la plate-forme chimique de Carling - Saint-Avold. Son procédé qui porte son nom (Technique Jully ou Procédé de Carling) connu un retentissement international et Charles Jully fut nommé conseiller technique des gouvernements de Belgique et du Venezuela, puis supervisa la construction en Inde de cokeries utilisant ce même type de procédé. Ingénieur en génie mécanique, il fit toute sa carrière aux Houillères du Bassin de Lorraine pour terminer comme ingénieur en chef. Il décéda à Strasbourg le 17 juin 1984. L'une des zones d'activités de Carling, une rue de Carling ainsi que le lycée technologique et professionnel de Saint-Avold portent son nom.
- Norbert Festor, entrepreneur en matériaux de construction. Il décéda le 25 juin 2010 à Saint-Avold à l'âge de 81 ans et est enterré à Carling. Il était conseiller municipal à Carling de 1965 à 1971. Il épousa Annie Cobai, la fille de l'entrepreneur en construction Igino (Gino) Cobai (1909-1952).

## Personnalités liées au monde littéraire, scientifique et culturel

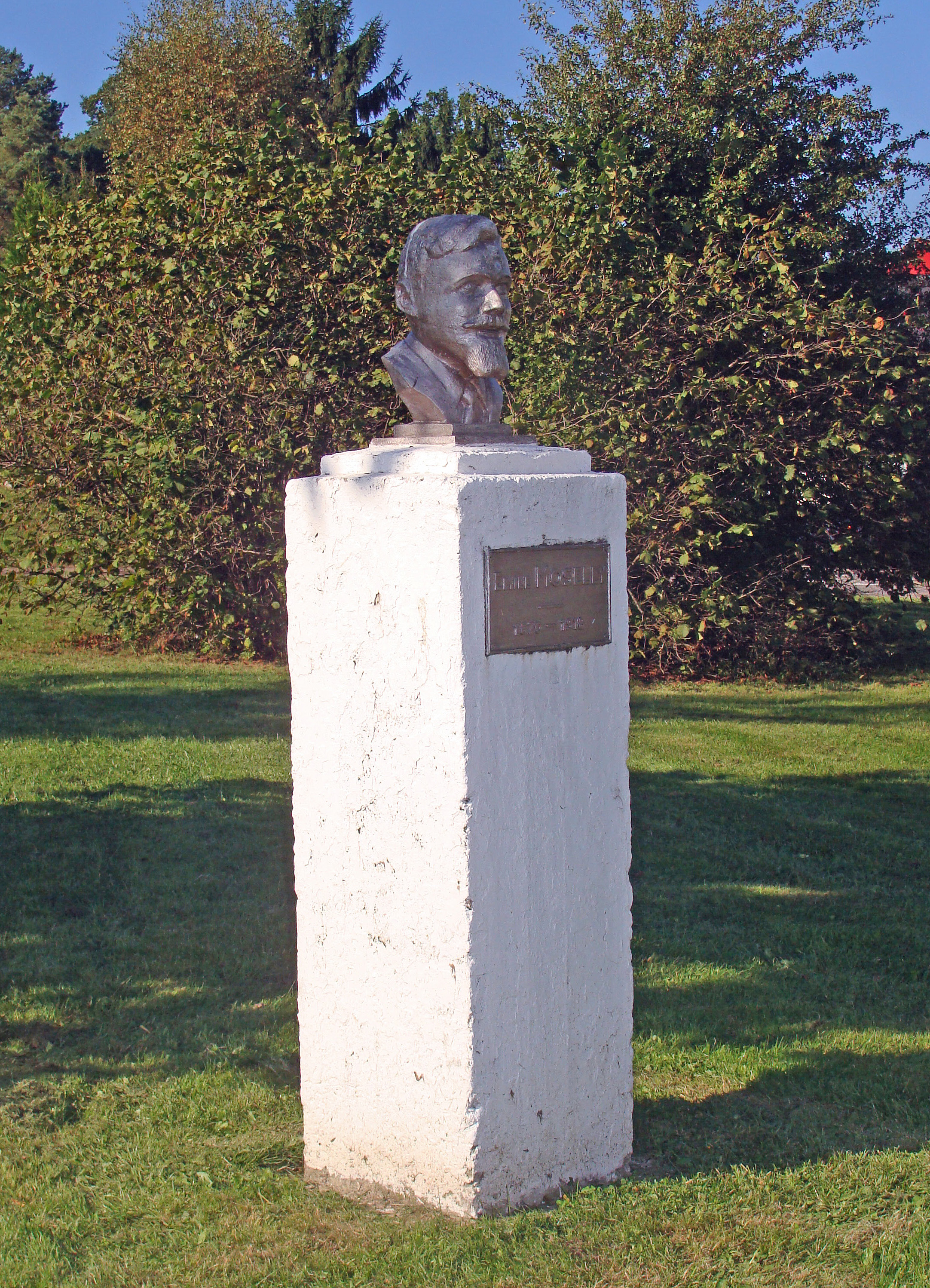
Monument d'Émile Moselly (1870-1918), cité Moselly à Carling

- Émile Moselly (1870-1918), écrivain, qui y avait une maison. Une cité de Carling porte son nom.
- Germaine Chénin-Moselly (1902-1950), artiste graveur, fille du précédent, qui y mourut.
- Jean Morette (1911-2002), illustrateur lorrain. Ancien membre de l'Académie Nationale de Metz. Instituteur à Pierrevillers, frère de Georges Morette, instituteur à Carling au lendemain de la Seconde Guerre mondiale. Son œuvre est presque entièrement consacrée à l'histoire de la Lorraine et aux traditions populaires. Nombre de ses dessins seront publiés dans le journal Le Républicain lorrain. Il illustra entre autres Le Pain au lièvre de Joseph Cressot et le Cœur des hommes de Jean Robinet. En 1996, il reçoit la Feuille d'or de la Ville de Nancy pour l'ensemble de son œuvre.
- Édouard Festor, né le 28/08/1954 à Creutzwald (Moselle) est issu d'une famille carlingeoise, généalogiste amateur, auteur d’un livre sur les Familles de L'Hôpital & Carling de 1704 à 1894 (publié à Carling en 1990), membre fondateur du cercle généalogique de Saint-Avold (Moselle).
- Astrid Festor, née le 03/10/55 à Creutzwald (Moselle), artiste plasticienne et peintre, a passé son enfance à Carling.

## Autres personnalités
- Antoine Brech, né à Carling le 21 décembre 1932, mort le 19 novembre 1988 à L'Hôpital, ecclésiastique à la Guadeloupe.
- Marie Françoise Clémentine Girsch, née le 3 décembre 1861 à Carling. Le 9 février 1880 elle épouse à L'Hôpital, Ambroise Renard, conseiller de l'arrondissement de Forbach, instituteur et maire de Carling (1855-1941) et sera mère de deux enfants. Elle mourra à Strasbourg le 13 janvier 1944[7]. Clémentine Girsch était témoin de l'apparition mariale du 7 juillet 1872 en l'église Saint-Nicolas de L'Hôpital[8],[9],[10]. Cette apparition n'a pas été reconnue par les autorités de l'église catholique[11] mais fera l'objet de nombreuses publications.
- Arthur Firmery, mort le 6 juin 2010, à l'âge de 92 ans. Il était conseiller municipal à Carling de 1965 à 1977 et adjoint au Maire de 1965 à 1971.
- Camille Mouzard né le 19/02/1931 et mort le 11 septembre 2010, à l'âge de 79 ans. Il était conseiller municipal à Carling de 1977 à 1989. Il exerça les fonctions de chef de groupe à CdF Chimie-polyéthylène à la plate-forme chimique de Carling - Saint-Avold.
- François Reydel, conseiller municipal de 1977 à 1983 et adjoint de 1983 à 1989, mort le 15 août 2007.
- Robert Norbert Berg né le 18/11/1939, adjoint du Maire de Carling, chevalier de la Légion d'honneur, qui lui a été remise au titre du Ministère de la Ville pour son activité professionnelle de 40 années et ses fonctions électives par le Général de gendarmerie Marie-Pierre Perrin en présence du Maire de Carling Gaston Adier et du député mosellan André Wojciechowski le 26 septembre 2011. Monsieur Robert Berg est également un ancien militaire d'Afrique du Nord et ancien délégué d'une association pour le développement économique.

## Victimes de la Seconde Guerre Mondiale
- Chevrant André « Mort pour la France »
- Chevrant Bernard « Mort pour la France »
- Ernst François « Mort pour la France »
- Geisbauer Nicolas « Mort pour la France »
- Yverneaux Denis « Mort pour la France »

à noter également :
- le capitaine Henri Vernhes commandant du groupe-franc du secteur de Carling-L'Hôpital, tué au combat en 1940, « Mort pour la France »
- le lieutenant Eugène Max Marie Varachaud du 146e R.I.F, tombé à Carling le 18 mai 1940, « Mort pour la France »

### Victimes civiles de la guerre
- Leyendecker Alphonse, né et domicilié à Carling rue des Prés, tué le 25 novembre 1944, pendant l'offensive des Américains, par un sniper allemand caché dans le clocher de l'église.
- Zeiter Guillaume, domicilié à Carling rue Principale, tué le 25 novembre 1944 par un tir américain alors qu'il est sorti de sa maison pendant le couvre-feu.

### Personnes tombées en Russie ou disparues
- Adier Oswald Pierre, né le 9 septembre 1923 à Carling, incorporé le 17 janvier 1943 dans la Wehrmacht et affecté à la 3e Kompanie Grenadier-Ausbildungs-Bataillon 213, mort le 26 mai 1943 à la tête de pont du Kouban près de Krymskaja / Caucase (Russie) « Mort pour la France ».
- Allard Albert Joseph, né à Carling le 26 avril 1924 ; mort le 20 août 1943 à Possaden (Russie) « Mort pour la France »
- Bellion Alfred, né à Porcelette le 9 janvier 1922 ; mort le 26 décembre 1943 à Lasyby « Mort pour la France »
- Blaise Pierre, né à Carling le 15 août 1924 ; mort le 15 septembre 1943 à Karl-Marx (Russie) « Mort pour la France »
- Bourg Alfred
- Clanget Félix
- Collmann Jean Léon, serrurier né à Carling le 19 février 1921 ; mort le 10 octobre 1943 à Schewtochenka (Russie) « Mort pour la France »
- Dhiebolt Louis, né le 3 décembre 1924 à L’Hôpital ; mort le 18 mars 1943 à Selenzy Murmansk (Russie) au nord de Saint-Pétersbourg « Mort pour la France »
- Ernst Aloyse
- Goldite Frédéric Edmond, né le 10 juillet 1922 à CARLING ; mort le 19 février 1944 à Poganzy (Front de l’Est) « Mort pour la France »
- Henry Gérard, peintre, né à Carling le 2 octobre 1923 ; mort le 10 août 1943 aux environs de Belgorod (Russie) « Mort pour la France »
- Henry Michel, né à Carling le 10 septembre 1917 ; mort le 17 mars 1945 près de Waldbreitbach (Allemagne) « Mort pour la France »
- Mick Jean-Pierre
- Nau Émile, né à Carling le 10 mars 1921 ; mort le 11 avril 1945 à Loningen près de Hanovre (Allemagne) « Mort pour la France »
- Nivoix André Chrétien, étudiant né à Carling le 15 mai 1924 ; mort le 4 août 1943 à Tanarowka (Russie) « Mort pour la France »
- Oyda Alfred Nicolas, né à L’Hôpital le 20 octobre 1920 ; mort le 16 septembre 1944 près d’Anvers (Belgique) « Mort pour la France »
- Raubuch André Jacques, né à L’Hôpital le 26 novembre 1906 ; mort le 19 mars 1945 à Minsk (Bielorussie)*
- Sippel Alfred, né à Carling le 10 juin 1917 ; mort le 24 juin 1944 près de Kosteljewo (Russie) « Mort pour la France »
- Thiel Gustave, né le 7 mars 1920 à Carling, est porté disparu depuis le 24/07/1943 en Russie dans le secteur de Noworossijsk. Jeune malgré-nous, il faisait partie de la 13e compagnie du "Grenadier Regiment" 213 « Mort pour la France ».
- Thiel Joseph René, né à Carling le 22 décembre 1922, mort le 1er juin 1944 au nord de Jassy (Roumanie)
- Weber Antoine, employé né à Carling le 31 janvier 1927 ; décédé courant janvier 1945 dans la région de Zyzanow (Pologne) « Mort pour la France »
- Weber Jean-Pierre, né le 1er décembre 1921 à Carling, est décédé courant octobre 1943 près de Reresnewkra / Dniepr en Russie. Il faisait partie du "Grenadier Regiment" 61 « Mort pour la France ».
- Zingerle Maurice, né le 17 septembre 1924 à Verny ; mort le 22 novembre 1943 à Jashebernsa (Russie) « Mort pour la France »

### Déportés et prisonniers
- Arrigoni Rose : camp de la Brême d'Or (2 mois)
- Louise Bloch (1858-1944) : née à Carling, déportée de Drancy à Auschwitz (Pologne) (2 mois), « Morte pour la France »
- Cobai René (1921-2006) : prisonnier dans les camps de Dresde, condamné à mort et libéré par les Russes
- Genevaux Urbain : camps de Sarrebruck et de Sachsenhausen (10 mois)
- Kirchmann Étienne : camps de Sarrebruck et de Stuttgart (12 mois)
- Lulling Nicolas : camps de Dachau et de Buchenwald (10 mois)
- Riff Michel : né à Carling le 19 mars 1891, 89 rue Principale, déporté au camp de Dachau (6 mois), décédé en décembre 1944, date non précisée sur l'acte de décès, « Mort pour la France »
- Viller Jean : camps de Sarrebruck, de Stuttgart, du Struthof et de Neckar-Elss (26 mois)

## Pour approfondir